# امیلی استیونز
امیلی استیونز (انگلیسی: Emily Stevens (actress)؛ ‏ ۲۷ فوریهٔ ۱۸۸۲ – ۲ ژانویهٔ ۱۹۲۸) بازیگر تئاتر و سینما اهل ایالات متحده آمریکا بود.